# Ismaels Geheimnis
Ismaels Geheimnis ist ein 1997 erstmals erschienener Roman des Autors Daniel Quinn. Er bildet den Schluss einer aus den Büchern Ishmael (deutscher Titel: Ismael), The Story of B (keine veröffentlichte deutsche Übersetzung) und My Ishmael (Ismaels Geheimnis) bestehenden Trilogie. Die deutsche Fassung ist 1999 im Goldmann Verlag erschienen.

## Inhalt
In Ismaels Geheimnis wird die zwölfjährige Julie durch eine Zeitungsanzeige mit dem Text „Lehrer sucht Schüler mit ernsthaftem Verlangen, die Welt zu retten. Persönliche Bewerbung erwünscht“ auf Ismael aufmerksam. Ismael ist ein Gorilla, der lesen und schreiben gelernt hat und mittels Telepathie mit Menschen kommunizieren kann. Zuerst weigert sich Ismael Julie zu unterrichten, da er sich als nicht fähig ansieht, ein so junges Kind zu unterrichten. Durch Hartnäckigkeit gelingt es Julie, dass Ismael schließlich doch einwilligt.
Ismael fungiert als mäeutischer Lehrer für Julie und gibt ihr einen Einführungskurs in die Anthropologie. Ismael klärt Julie dahingehend auf, wie sich unser Gesellschaftssystem zu der heutigen Form entwickelt hat, und zeigt ihr auch die Stärken und Schwächen des Systems. Ismael und Julie sehen gemeinsam den Status quo als inakzeptabel an und wollen die Welt zu einem besseren Ort gestalten. Dabei gibt Ismael keine konkreten Empfehlungen ab, sondern versucht sein Wissen an Julie weiterzugeben, damit diese die Vorgänge versteht und in ihrem späteren Leben als Lehrerin eigene Schüler unterrichten kann.
Während Julie ihren Kurs bei Ismael besucht, tritt immer wieder die Person Alan Lomax aus dem ersten Roman der Trilogie in Erscheinung. Julie hat keine gute Meinung über ihn und versucht jeder persönlichen Konfrontation aus dem Weg zu gehen.
Als sich abzeichnet, dass Julies Unterricht bei Ismael zu Ende geht, beginnen sie mit Hilfe eines Freundes von Ismael einen Plan auszuarbeiten, um Ismael zurück nach Afrika zu bringen, damit er in einem Stück unberührten tropischen Regenwalds unter anderen Gorillas leben kann. Daniel Quinn konstruiert hier eine Republik im Norden des Kongo, die durch eine Revolution entstanden ist. Julie wird auserkoren, den Weg von den USA über Kinshasa nach Bolamba, der Hauptstadt der imaginären Republik Mabili, anzutreten, um dort den politischen Führer zu treffen und dann die Rückkehr Ismaels zu organisieren. Dies gelingt trotz einiger Schwierigkeiten, nicht zuletzt aber dadurch, dass Julie die Methoden anwendet, die Ismael ihr anvertraut hat.
Zurück in den USA heißt es dann Abschied nehmen. Ismael ist zwar an einer schweren Lungenentzündung erkrankt, es gelingt aber dennoch, ihn nach Mabili zu bringen. Julie erfährt, warum Alan nicht über Ismaels „Umzug“ aufgeklärt wurde und warum es so wichtig war, dass sie persönlich nach Afrika reist. Dies stellte die letzte Unterrichtseinheit dar, die Ismael Julie mit auf den Weg geben konnte. 
Julie schreibt, ebenfalls wie Alan, ein Buch über ihre Zeit mit Ismael, darf dieses auf Weisung des Freundes aber erst veröffentlichen, nachdem die Republik Mabili zerfallen ist, um das Leben Ismaels nicht zu gefährden. Als das Buch erscheint, ist Julie sechzehn Jahre alt.

## Ismaels Lehre
Ismael lehrt sowohl Rachel als auch Alan eine grundlegende Regel: Es gibt zwei Arten von Menschen, nämlich die Nehmer und die Lasser (vergleiche auch die beiden Kategorien des Biologen Raymond Dasmann: Biosphären-Menschen und Ökosystem-Menschen).
Die Lasser sind die sogenannten „Naturvölker“, die den Planeten Erde schon seit mehr als 3 Millionen Jahren besiedeln (aktueller Stand der Wissenschaft). Dieser Mensch lebt in verschiedenen Völkern und Stämmen auf der Erde, ohne diese auszubeuten und zu zerstören. Die Lasser-Stämme leben in verschiedenen geografischen Gebieten und sind an ihre Umgebung dementsprechend angepasst.
Zum weiteren Verständnis hier ein Beispiel:
Stamm A betreibt ein wenig Ackerbau und lebt zusätzlich als Jäger und Sammler.
Stamm B betreibt viel Ackerbau, hat das Jagen und Sammeln aber noch nicht ganz aufgegeben.
Stamm C betreibt so gut wie gar keinen Ackerbau und lebt fast ausschließlich als Jäger und Sammler in seinem Gebiet.
Die Stämme haben alle ihre eigene Lebensweise, die sich durch die Evolution in dieser Form ausgeprägt hat. Zeitweise kommt es zu einem Aufeinandertreffen zwischen den Stämmen, die A dringen in das Gebiet der C ein, die B in das der A und die C in das der B. Sobald dies geschieht, reagiert der Stamm, auf dessen Territorium sich die Eindringlinge befinden, mit Aggression und vertreibt diese. Die Eindringlinge flüchten zurück in ihr Territorium und die Ordnung ist wieder hergestellt.
„Lässt du mich in Ruhe, lasse ich dich in Ruhe. Bist du der Eindringling, dann flüchte. Wird in dein Territorium eingedrungen, kämpfe.“ Dies sind die Regeln der Lasser.
Dieses Verhalten wird von Ismael als „unberechenbare Vergeltung“ bezeichnet. Solange dieser Mechanismus funktioniert, regulieren sich die Konflikte von alleine und die Stämme und Völker leben nebeneinander relativ unbeschadet vor sich hin. 
Nun trat aber der Nehmer vor 10.000 bis 30.000 Jahren auf den Plan der Geschichte. 
Die Nehmer sind ein Volk, das seine Heimat im „fruchtbaren Halbmond“ hat. Dieses Volk hat sich bereits vom Jäger und Sammler zum Ackerbauern weiterentwickelt. Die Nehmer haben auch schon die Vorratshaltung erfunden, dadurch können die Stammesmitgliedern auch Dürreperioden überstehen. Dadurch wächst die Bevölkerung stetig. Infolge dieses Wachstumsprozesses wird mehr Landfläche benötigt, um den größer werdenden Stamm ernähren zu können. Dadurch, dass die Stammesmitglieder ein „besseres“ System entwickelt haben, können sie mehr Zeit auf die Herstellung anderer Güter, die nicht als Nahrung dienen, verwenden. 
Sie beginnen verschiedene Handwerke und bald auch Waffen zu entwickeln und werden für die sie umgebenden Stämme zu unbesiegbaren Angreifern. Jetzt beginnt die tatsächliche Expansion der Nehmer und umfasst Ismaels Meinung nach derzeit fast unseren gesamten Planeten.
Durch das System der Nehmer, die den Lassern als schier unbesiegbare Gegner gegenübertreten, endet das evolutionäre Prinzip der unberechenbaren Vergeltung.
Ein Stamm nach dem anderen wird entweder assimiliert oder, falls er dagegen Widerstand leistet, vernichtet.
Die Nehmer üben nicht mehr Vergeltung, sondern sind Vernichter geworden, und das System der Natur, das sich in Jahrmillionen entwickelt hat, gerät aus den Fugen.
Der heute erreichte Höhepunkt dieses Prozesses wird wahrscheinlich fortführend in die Zukunft verlagert.
Ismael geht hier auf seine Schüler unterschiedlich ein. Im ersten Band Ismael beginnt er mit Alan Lomax bei der Genesis und der Geschichte von Abel und Kain, dem Brudermord.
In Ismaels Geheimnis wird dieser Schritt Julie gegenüber nicht so ausführlich behandelt, vermutlich da der Leser diese Prozesse schon aus dem ersten Band kennt.
Zum weiteren Verständnis hier eine kurze Beschreibung von Ismaels Aussagen.
Ismael geht davon aus, dass die Genesis von den Lassern geschrieben wurde und an die Nehmer gerichtet war. Die Geschichte wird von den Nehmern allerdings falsch verstanden. Die Lasser beschrieben den Sündenfall nicht dahingehend, dass der Mensch sich nach der Vertreibung aus dem Paradies die Erde untertan machen solle und der Mensch die göttliche Weisheit erlangt habe. Ganz im Gegenteil: Der Mensch ist durch den Sündenfall von den Göttern abgerückt. Er maßt sich seit diesem Zeitpunkt an, der Herrscher über die Erde zu sein und diese nach seinen Vorstellungen umgestalten zu können. Er missachtet damit das erste Gesetz der Natur, das für alle Lebewesen auf diesem Planeten gilt: das Gesetz des Lebens, das einen nachhaltigen Umgang mit der Erde vorschreibt und die Ausbeutung dieser erst gar nicht vorsieht. Kein Lebewesen auf diesem Planeten beutet seine Umgebung aus und betreibt Vernichtung statt unberechenbarer Vergeltung, mit Ausnahme des Menschen.
Die Geschichte von Abel und Kain, die im Alten Testament unmittelbar an den Sündenfall anschließt, beschreibt nach Ismael den Kampf der Nehmer gegen die Lasser, wobei Kain die Nehmer darstellt und Abel, der von seinem Nehmer-Bruder umgebracht wird, die Lasser.
Was sich in beiden Geschichten wiederholt, ist, dass Ismael von einem Mythos unserer Kultur spricht – der Mythos, der jeden Tag aufgeführt und nur von wenigen in Frage gestellt wird. Ebendiese sind, unter anderem, seine Schüler Alan und Julie. Er versucht durch seinen Unterricht diesen Mythos aus den Köpfen der beiden zu vertreiben, ihn sozusagen einzureißen und Raum für etwas Neues zu schaffen. 
Ismael gibt an seine Schüler keine Handlungsaufforderungen oder Lösungsvorschläge weiter, wie genau sie nun die Welt retten sollen. Was aber immer wieder durchscheint, ist die Aufforderung, der Wandel, den man in der Welt erleben möchte, selber zu sein. Eine konkrete Handlung schlägt er aber beiden vor: selbst Lehrer zu werden und so viele Schüler wie möglich zu haben. Wenn man keine hundert erreicht, dann eben nur zehn, und wem das nicht gelingt, dann wenigstens das Wissen an einen anderen weiterzugeben und so den Weg für eine gute, frohe und vor allem neue Zukunft zu schaffen.

### Ismaels Geheimnis als Unterrichtsmaterial
Auszüge des Buches sind in einigen Schulen, vor allem in den USA, aber auch darüber hinaus, Teil des Unterrichts. Eine Liste findet man auf der von Daniel Quinn eingerichteten Internetseite.

## Verfügbarkeit
Das Buch Ismaels Geheimnis ist erstmals 1999 in deutscher Sprache im Goldmann Verlag erschienen. Mittlerweile wird das Buch nicht mehr aufgelegt und ist nur noch auf dem Gebrauchtmarkt für Preise ab 60 Euro zu erhalten. Trotz einer Online-Petition an den Verlag ist bisher keine Neuauflage geplant. Das Buch ist aber noch in einigen deutschen Bibliotheken vorhanden und kann dort ausgeliehen werden.

## James Lee und Discovery Channel
Am 1. September 2010 nahm der 43-jährige Amerikaner James Lee in der Lobby des Hauptsitzes des Discovery Channels drei Geiseln und drohte mit deren Tötung sowie der Detonation einer Bombe, sollten seine Forderungen nicht erfüllt werden. Lee wollte den Sender erpressen und dazu zwingen, nur noch Sendungen auszustrahlen, die den Menschen einen verantwortungsbewussten Umgang mit der Erde lehren. Er nahm hier direkt Bezug auf das Buch Ismaels Geheimnis und speziell auf das Kapitel Revolutionäre. Lee arbeitete einen 11-Punkte-Plan aus, sein Manifest, in welcher Form seine Forderungen umgesetzt werden sollten.
Lee wurde von der Polizei nach ungefähr vier Stunden erschossen und die Geiseln konnten unverletzt befreit werden.

## Textausgabe
- Ismaels Geheimnis. Goldmann Verlag, 1999, ISBN 3-442-44202-8.